# Sgùrr a’ Mhàim
Der Sgùrr a’ Mhàim ist ein als Munro und Marilyn eingestufter, 1099 Meter hoher Berg in Schottland. Sein gälischer Name kann in etwa mit Spitze des großen runden Hügels übersetzt werden. Er liegt in der Council Area Highland in der südöstlich von Fort William und dem Ben Nevis gelegenen Berggruppe der Mamores, deren zweithöchster Gipfel er ist. Die Hauptkette der Mamores erstreckt sich in Ost-West-Richtung zwischen dem Glen Nevis und der südlich gelegenen Ortschaft Kinlochleven und weist insgesamt acht Munros auf. Zwei weitere Munros liegen etwas abseits östlich der Hauptkette.

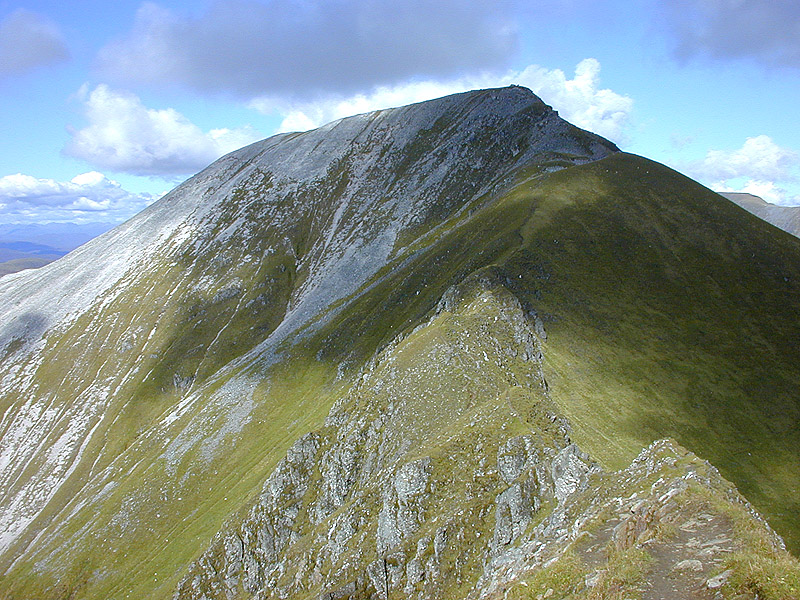
Blick von Süden über die „Devil’s Ridge“ zum Gipfel des Sgùrr a’ Mhàim

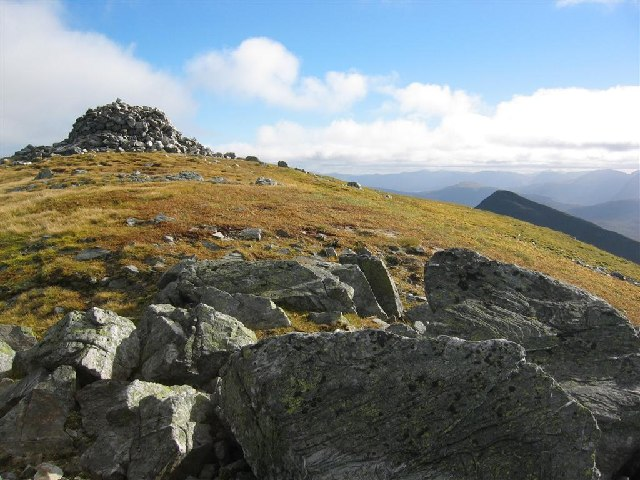
Der Gipfelcairn des Sgùrr a’ Mhàim

Im zentralen Teil der Mamores ragt der breite Gipfel des Sgùrr a’ Mhàim markant über der Südseite des Glen Nevis auf. Der im Gipfelbereich auflagernde Quarzit lässt diesen sehr hell erscheinen. Nach Süden ist der Sgùrr a’ Mhàim über einen sehr schmalen, auch als „Devil’s Ridge“ bezeichneten Grat mit der Hauptkette der Mamores verbunden. Entlang des Grats liegt der 990 Meter hohe Vorgipfel des Stob Choire a’ Mhail, beim 1001 Meter hohen Sgùrr an Iubhair trifft der Verbindungsgrat auf die hier in etwa in Ost-West-Richtung verlaufende Hauptkette. Von 1981 bis 1997 war der Sgùrr an Iubhair eigenständig als Munro ausgewiesen, seitdem ist er wieder als Munro-Top dem Sgùrr a’ Mhaim zugeordnet. Nach Nordwesten, Norden und Nordosten verlaufen drei steil abfallende Grate ins Glen Nevis, die beiden letzten umschließen im oberen Bereich das steile Coire Sgorach. Nach Osten und Westen fällt der Sgùrr a’ Mhàim gleichmäßig steil felsdurchsetzt in zwei Seitentäler des Glen Nevis ab. Während das westliche Tal des Allt Choire a’ Mhusgain gleichmäßig bis auf den Talboden des Glen Nevis abfällt, endet das östliche Tal des Allt Coire a’ Mhàil als Hängetal weit oberhalb der Talsohle des Glen Nevis, der Bach überwindet den Höhenunterschied über die am Fuß des  Sgùrr a’ Mhàim liegenden Steall Falls.
Viele Munro-Bagger besteigen den Sgùrr a’ Mhàim im Zuge des „Ring of Steall“, einer als Rundtour angelegten Gratüberschreitung über insgesamt vier Munros sowie weitere Gipfel der Mamores. Ausgangspunkt dieser etwa 9 bis 12 Stunden dauernden Tour ist der Parkplatz am Ende der Fahrstraße von Fort William ins Glen Nevis. Von dort kann die Rundtour durch die River Nevis Gorge und parallel zu den Steall Falls steil ansteigend über den östlich benachbarten An Gearanach begonnen werden. Von dort führt die Tour über den Stob Coire a’ Chàirn und den Am Bodach zum Sgùrr an Iubhair, wo der Hauptgrat der Mamores verlassen wird und der teils ausgesetzte Verbindungsgrat zum Sgùrr a’ Mhàim beginnt. Vom Gipfel aus besteht eine Abstiegsmöglichkeit über den steilen Nordwestgrat bis ins Glen Nevis. Alternativ kann der „Ring of Steall“ auch in der Gegenrichtung begangen werden. Eine Besteigung ausschließlich des Sgùrr a’ Mhàim erfolgt in der Regel im Zu- und Abstieg über den Nordwestgrat.